# Листоед краевой
Листоед краевой (лат. Chrysolina marginata) — вид жуков подсемейства хризомелин (Chrysomelinae) из семейства листоедов (Chrysomelidae). Распространён в Европе, на Кавказе, в Северной Африке, в Малой Азии, на Ближнем Востоке, в Сибири, Центральной Азии, Монголии, на Дальнем Востоке России и западе Китая, а также на Аляске. Жуки ведут ночной образ жизни.
Длина тела имаго 5—7 мм. Имаго бронзово-чёрные, часто с зелёным отливом, реже чёрные или бурые с металлическим блеском. На основании середины переднеспинки имеются короткие латеральные кантики; середина переднеспинки в точках. Тело окаймлено рыжей полосой, которая доходит до второго снаружи ряда точек.
Жуки питаются пыльцой нивяника обыкновенного, в ночное время питаются листьями пижмы тысячелистной, а в дневное время встречаются у основания этого растения. Также жуков можно встретить на других представителях семейства астровых (в т. ч. на полыни, хризантеме, ромашке, трёхребернике непахучем, тысячелистнике обыкновенном, васильке), ситниковидных (триостренник приморский). Личинки питаются на листьях пижмы тысячелистной.

## Подвиды
Известно 16 подвидов:
- Chrysolina marginata bodemeyeri — Иран, Ирак, Сирия, Центральная Азия;
- Chrysolina marginata borealis — Северные Уральские горы, Ямал, Таймыр;
- Chrysolina marginata circumducta — Центральная Азия, Казахстан, Монголия;
- Chrysolina marginata dierythra — Сицилия;
- Chrysolina marginata glacialis — Западные Альпы;
- Chrysolina marginata iniussa — Каталония (Испания);
- Chrysolina marginata luteocincta — Северная Африка;
- Chrysolina marginata marginata — Европа, Сибирь, Дальний Восток, Аляска;
- Chrysolina marginata marginicollis — Бельгия;
- Chrysolina marginata portai — северная Италия;
- Chrysolina marginata purini — запад Закавказья;
- Chrysolina marginata roubali — север Кавказа;
- Chrysolina marginata sanguineocincta — Иран, Ирак, Сирия, Египет;
- Chrysolina marginata sculpticollis — Пиренеи;
- Chrysolina marginata trebinjensis — Герцеговина;
- Chrysolina marginata unificans — восток Турции, юг Кавказа.